# Rijekas ringled
Rijekas ringled (kroatiska: Riječka zaobilaznica eller Riječka obilaznica) är en 8,85 kilometer lång ringled i Rijeka i Kroatien. Den löper i nordvästlig–sydöstlig riktning från Matuljis trafikplats till Orehovicas trafikplats och utgör en del av motorväg A7. Den fyrfiliga ringleden är en av Rijekas viktigaste och mest trafikerade trafikleder och dess syfte är att avleda genomfartstrafiken från stadens centrum. Motorvägsoperatör för vägsträckan är bolaget "Autocesta Rijeka–Zagreb d.d." (Rijeka–Zagreb-motorvägen AB). Ringleden är avgiftsfri och dess första sektion invigdes år 1988.

## Historik

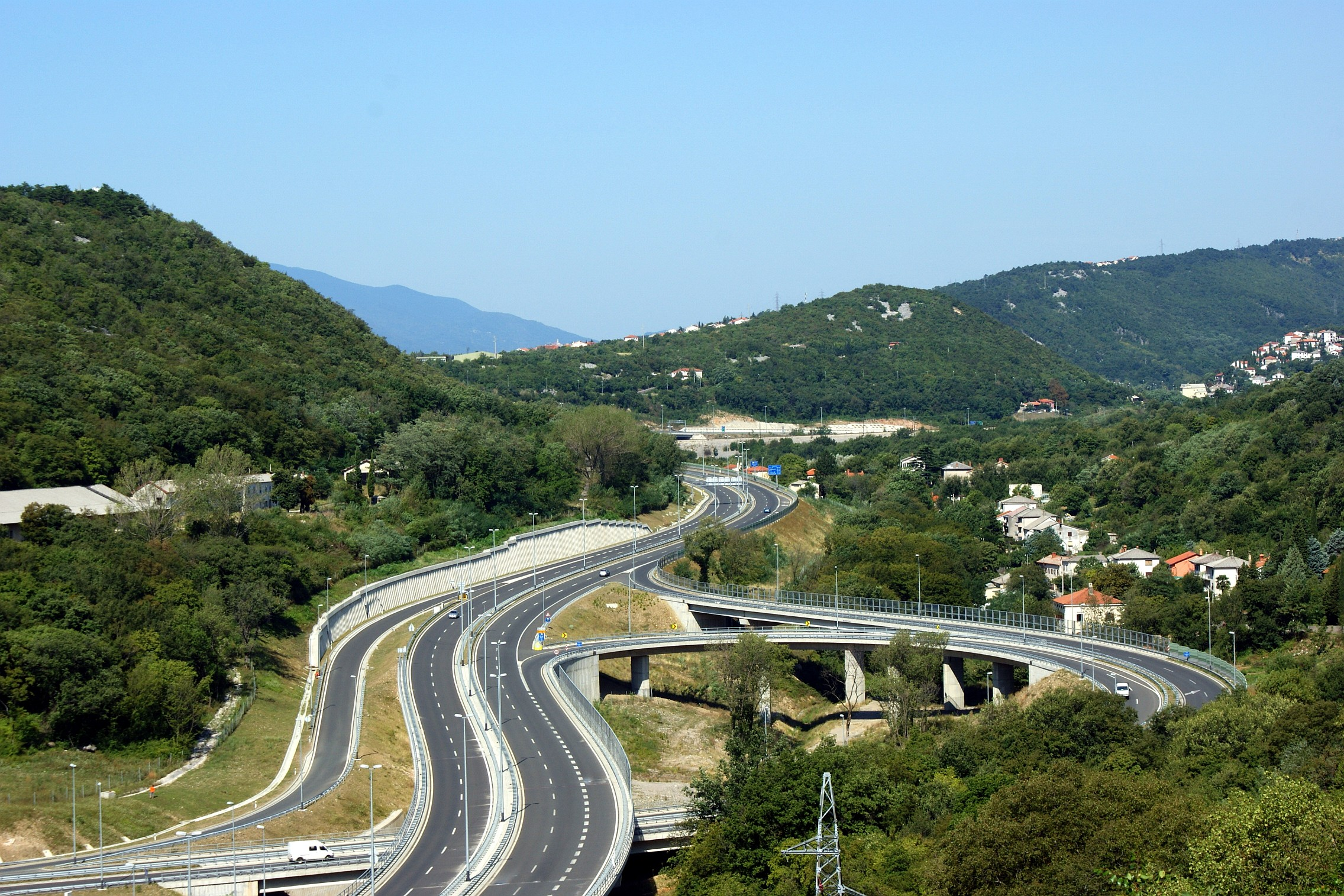
Rijekas ringled i stadsdelen Draga år 2008.

Rijekas utveckling och expansion under 1900-talets andra hälft föranledde behovet av en ringled som dels skulle avleda trafiken från stadscentrum, dels underlätta frakt av gods och varor från Rijekas hamn belägen i stadens centrala delar till andra destinationer. Behovet av en ringled formulerades officiellt år 1974 i planeringshandlingar och år 1977 inleddes anläggandet av ringleden. Den första 8,3 kilometer långa sektionen mellan Diračje and Orehovicas trafikplats invigdes år 1988. Resterande delar av ringleden invigdes år 1990 och år 1991.

## Beskrivning
Byggnadsstrukturer längs med ringleden innefattar 4 tunnlar, 2 viadukter, 1 bro, över- och underfart. Den mest utmanande strukturen på ringleden är den 208,5 meter långa Rječina-bron. Tillsammans med divergerande vägar i riktning mot Trieste, Ljubljana, Zagreb och Split utgör ringleden en huvudväg av internationell betydelse och en del av det transeuropeiska vägnätet. Vid den nordvästra sektionen ligger rastplatsen "Vrata Jadrana" (Adriaporten).